# Eiskalte Stille
„Eiskalte Stille“ (Originaltitel „Silence“,  plakatiert auch als „The Only Witness“) ist ein US-amerikanischer TV-Thriller aus dem Jahr 2003.

## Handlung
Rachel Pressman, ein kleines Mädchen, beobachtet zufällig in einem Parkhaus in Kansas City einen Mord. Vor seinem Tod kann ihr das Opfer noch das Wort „Diwan“ zuflüstern.
Da sich Rachel danach voller Angst in sich zurückzieht, bekommen ihre Pflegeeltern Zweifel, ob sie Rachel adoptieren sollen. Die für die Polizei tätige Psychologin Julia Craig kann das Mädchen nach und nach zur Mithilfe bei der Fahndung veranlassen. Durch eine undichte Stelle im Polizeiapparat erfährt das hinter dem Mord stehende Komplott von der kleinen Zeugin und schickt den Killer zu ihr. Dieser ermordet zwar ihre Pflegeeltern und einen Polizisten, Rachel kann aber zweimal entkommen. Aufgrund des Misserfolgs des Auftragsmörders beauftragt das Komplott den FBI-Agenton Preston, diesen aus scheinbarer Notwehr zu erschießen. Polizeidetektiv Steve Banks und Preston finden wichtige Daten im Diwan des Mordopfers, darunter auch einen Hinweis auf das Komplott und die Verwicklung von Preston. Dieser sieht sich nun gezwungen, Banks zu liquidieren und erhält zuvor den Auftrag, auch mit Craig und Rachel so zu verfahren. Doch die Drei schaffen es gemeinsam, dieser Situation zu entkommen; das Komplott wird enttarnt.

## Kritiken
Prisma (Online) schrieb, der Thriller sei „solide inszeniert“ und spannend. Die Darstellungen von Kristy Swanson und Daveigh Chase seien überzeugend.

## Dies und das
Die Produktion des Streifens kostete etwa 5 Millionen Dollar. Gedreht wurde in Kansas City (Missouri) und in Washington, D.C.